# Jodoform
Jodoform of tri-joodmethaan is een organische verbinding met als brutoformule CHI3. De stof komt voor als lichtgele, vluchtige kristallen met een karakteristieke geur. In oudere chemische teksten wordt de geur omschreven als ziekenhuislucht. Net als chloroform geeft de verbinding een zoetige smaaksensatie. Jodoform is weinig oplosbaar in water, glycerol en petroleumether, matig oplosbaar in chloroform en azijnzuur. De stof is goed oplosbaar in benzeen, ethanol (78 g/L bij 25°C), aceton (120 g/L bij 25°C) en di-ethylether (136 g/L bij 25°C).

## Synthese
Jodoform werd voor het eerst in 1822 bereid door Georges Serrulas, de moleculaire structuur werd in 1834 opgehelderd door Jean-Baptiste Dumas.
Jodoform kan met behulp van jood en natriumhydroxide-oplossing via de haloformreactie uit elk van de volgende verbindingen bereid worden:
- een methylketon: CH3COR, waarin R een willekeurige organische restgroep is. Deze reactie is jarenlang, voordat spectroscopische technieken algemeen toepasbaar werden, dé herkenningsreactie geweest voor methylketonen.
- aceetaldehyde (ethanal)
- ethanol
- secondaire alcoholen met de OH-groep op de 2-plaats: CH3CHROH, met R een willekeurige organische restgroep

### Mechanisme
De reactie start met de base-gecontroleerde oxidatie van de organische verbinding (ethanol; 1). Daarbij ontstaan in situ waterstofjodide en het overeenkomstig keton (2). De stap tot het tri-jodide (3) verloopt via enolvorming en is een voorbeeld van doorgedreven ketonhalogenering. Onder invloed van het basische hydroxide kan de tri-joodmethyl[anion] worden afgesplitst, waardoor een carbonzuur ontstaat (4a). Het carbonzuur wordt echter snel gedeprotoneerd door het anion, waardoor jodoform (4b) wordt gevormd en het zuurrest-ion.
De stap van 2 naar 3 verloopt (driemaal) via een enolaat, dat een nucleofiele substitutie uitvoert op di-jood.

## Reacties
Met sommige reagentia (bijvoorbeeld waterstofjodide) kan uit jodoform een joodatoom verwijderd worden, waarbij di-joodmethaan ontstaat.
Omzetting naar koolstofdioxide hoort ook tot de mogelijkheden. Met zilvernitraat ontstaat koolstofmonoxide, dat met een mengsel van zwavelzuur en di-joodpentaoxide in koolstofdioxide wordt omgezet.

## Toepassingen
In het begin van de 20e eeuw werd jodoform toegepast als antisepticum bij verwondingen en schaafplekken.
In combinatie met zinkoxide en boorzuur wordt jodoform toegepast in poeders waarmee de infectie van oren van honden en katten wordt bestreden.
De vormingsreactie van jodoform was de achtergrond van de traditionele manier om methylketonen aan te tonen: is een dergelijke stof in de oplossing aanwezig dan wordt een gele neerslag gevormd worden. Deze reactie wordt ook wel de jodoformtest genoemd. Tegenwoordig kunnen zij eenvoudig met behulp van massaspectrometrie of NMR-spectroscopie worden aangetoond.